# Ebbe Höglund

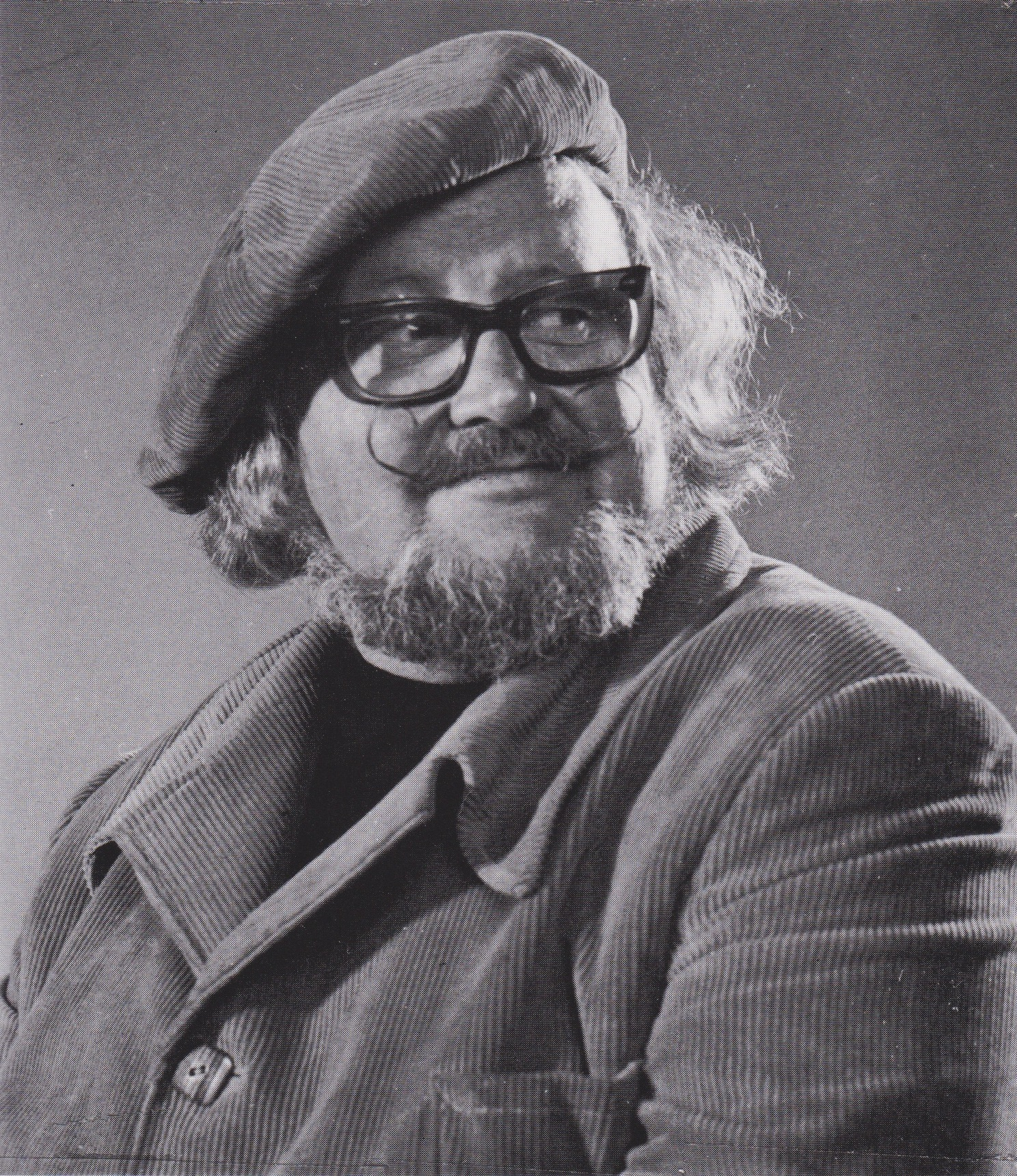
Svartvitt fotografi av konstnären Ebbe Höglund.

Ebbe Höglund, född 12 juni 1914 i Jakobs församling i Stockholm, död 7 april 1993 i Lund, var en svensk målare, tecknare, grafiker, skulptör och konstpedagog.

## Biografi
Efter studier vid Högre Latinläroverket i Göteborg följde konstnärlig utbildning vid Konstindustriella fackskolan (HDK, före detta slöjdföreningens skola) i Göteborg. Han var elev hos konstnärerna Albert Eldh och Harald Skogsberg. Höglund genomgick kroki-undervisning hos Tore Ahnoff vid Valands målarskola.
Han var även elev hos professor Harald Isenstein vid Köpenhamns skulpturskola och bedrev studier på Les Ateliers du Goût i Paris, hos Paul Lipschutz och/alternativt École des Beaux Arts.
Ebbe Höglund målade landskap och porträtt i tempera och olja. Dessutom arbetade han som illustratör. Uppgifter finns även om honom som verksam som arkitekt.
Han hade separatutställningar i bland annat Stockholm, Göteborg, Nederländerna, Spanien och USA (Florida).
Höglund hade en tid – bland annat under 1970-talet – galleri i Båstad.
På 1970-talet köpte Ebbe Höglund tillsammans med sin hustru Gunnel Hotell Mölleberg, tidigare välkänt badhotell i Mölle. De bytte namn på etablissemanget till Konstnärsgården, med syfte att skapa en fristad för konstnärer med sydeuropeisk förebild.
Ebbe Höglund är gravsatt i minneslunden på Brunnby kyrkogård.

## Källhänvisningar
1. 1 2 3  "Ebbe Höglund". Lexinettamanda.se. Läst 6 juli 2014.
2. ↑  Bokförlaget Trevi o Bra Böckers årsbok "Årets Dagar 1984"
3. 1 2  Svenska konstnärer", biografisk handbok (1980). Runeberg.org. Läst 6 juli 2014.
4. ↑  "Gunilla Kumlin". Arkiverad 14 juli 2014 hämtat från the Wayback Machine. Galleri701-ram.se. Läst 6 juli 2014.
5. ↑  ”Ebbe Höglund”. Gravar.se. https://gravar.se/forsamling/brunnby-forsamling/brunnby-kyrkogard/ml/ebbe-hoglund-2d835. Läst 12 november 2023.